# 原生廣告
原生廣告（英語：Native advertising），又稱原生行銷，在2014年2月由美國Interactive Advertising Bureau提出討論，是網路廣告的一種，藉由產生有價值的內容，期望在消費者的體驗中獲得關注。
原生廣告的概念有些類似廣編廣告，通常執行者可能會試圖編輯一份包含圖文報導的訊息或文章，創造讓消費者覺得有價值的內容，並且讓消費者願意進一步閱讀或接收訊息。例如在Facebook 就以「動態贊助」 或「建議貼文」的方式經營原生廣告平台，而品牌廣告主也可以在Facebook上面藉由經營「粉絲專頁」或製作「應用程式」的方式發佈原生廣告。而雅虎公司 (2017年至今)原生廣告為內容行銷的一種形式，與內容無縫結合，不僅傳達產品廣告訊息，更完美融合內容與廣告，提供網友實用有趣的廣告訊息。
原生廣告的平台不僅限於Facebook，包括雅虎公司 (2017年至今)、Twitter、Plurk、YouTube、Pinterest、Instagram、Quora、微信等社群訊息平台，都有可能作為原生廣告發佈的媒體。

## 特性
原生廣告可能具有以下特性：
1. 視覺整合性：例如在Facebook中的廣告可能會化身為一則分享文，盡量以符合網站內容形式而不突兀的樣式出現；但是仍然會在角落標明這是一則廣告。
2. 使用者選擇：會讓廣告成為網站視覺內容的一部分，並且由使用者決定是否要點選展開廣告，不應該突然跳出或放大來干擾使用者。
3. 有價值的內容：在設計原生廣告時，應該要傳遞對於消費者有價值的內容，讓消費者願意進一步點選或閱讀。如果使用者點開廣告後卻發現，這只是一個惡作劇或想讓使用者嚇一跳的廣告，不但無法替品牌宣傳，反而會造成反效果，原生廣告應傳達有趣、有教育意義、訴諸情感面、具啟發性等等有價值的內容。